# Sapaudus
Sapaudus (???-† 586), archevêque d'Arles (552-† 586) 

## Biographie

### Origines
De ses origines on sait peu de choses, excepté qu’il est probablement d’origine bourguignonne. Comme Aurelianus, il est issu d'une famille aristocratique et son père, Placidus, fut patrice.

### L'archevêque
Il est présent au concile de Paris en 552, où il signe en premier les actes. 
En 553, il sacre Ferréol d'Uzès, évêque d'Uzès. 
En 553, il préside le concile de Paris convoqué par Childebert. Ce concile dépose et fait enfermer dans un monastère Saffaracus, l’évêque de Paris, remplacé par Eusèbe.
En 554, il préside un concile à Arles où il réunit les titulaires et représentants des dix-huit diocèses appartenant aux anciennes provinces des Alpes-Maritimes, de Narbonnaise Seconde, et même avec Vaison, du sud de la Viennoise (ce diocèse était toutefois représenté non pas par son évêque mais par son archidiacre saint Quinis). Ce concile, appelé aussi cinquième concile d’Arles, décide notamment de la soumission des monastères à l'obédience des évêques. 
En 556, à la mort de Théodose, il sacre saint Quinis, évêque de Vaison. 
À cette époque, le pape Pélage Ier  à la suite de sa condamnation des « Trois Chapitres » et de son soutien aux décisions du concile de Constantinople  est  accusé en Gaule d’hérésie.  Il doit répondre une première fois  au roi Childebert qu’il partage bien la doctrine prônée par le pape Léon Ier  et lui garantir qu’en aucune façon il ne sera une cause d’un schisme en Gaule. Plus tard en 557, à la demande de ce même  roi, le nouveau pape Pelage remet personnellement le pallium à Sapaudus et fait de lui son vicaire en Gaule, ainsi que ses prédécesseurs avaient pris l’habitude d’honorer l'Église d’Arles. Par cette gratification, il évite le risque d’un schisme en Gaule. Ainsi en 558, on peut considérer que Sapaudus a réalisé l’unité provençale sous l'autorité de l'Église d'Arles à l'instar de la situation qui existait sous l’épiscopat de Césaire. 
Toutefois, dès les successeurs de Pelage, Sapaudus est moins en cours. L'évêque n'est désormais guère consulté pour des questions normalement de son ressort et l'Église d'Arles n'est plus représentée aux conciles.
En 570, à la suite de la prise d’Arles par le comte de Clermont Firminus, Gontran roi de Bourgogne et de Provence, envoie le patrice Celsus reprendre la cité. Lorsque ce dernier se présente devant les murs de la ville, l’évêque Sapaudus engage l’armée de Firminus à tenter une sortie puis bloque les portes derrière elle, exemple de trahison épiscopale dont Césaire avait déjà été soupçonné au profit des Burgondes. 
Gontran convoque un concile à Paris le 11 septembre 573, pour laisser l'Église trouver une solution au problème de la guerre entre les rois francs. D'après les actes royaux, le concile est présidé par Sapaudus  qui a trahi Sigebert durant l'expédition austrasienne en Provence.
Il meurt en 586, probablement de la peste comme le suggère Grégoire de Tours.

### Jugement et postérité
Les anecdotes rapportées par Grégoire de Tours montrent le rôle important joué par Sapaudus dans la cité d’Arles. Tout comme son homologue marseillais Théodorus, Sapaudus est un personnage énergique qui gouverne un clergé impliqué dans la vie pastorale aussi bien que dans les luttes séculières des partis, et qui n’hésite pas à agir avec violence, par voies de fait et pillages.

### Sources
- La Provence, des origines à l'an mil - P.A. Février, M. Bats, G Camps, M. Fixot, J. Guyon, J. Riser (Éditions Ouest-France UNIVERSITE) /  (ISBN 2737304563)